# 紅魔城傳說緋色交響曲
《紅魔城傳說緋色交響曲》是由Frontier Aja开发的动作冒险游戏，2009年上线Microsoft Windows平台。重制版于2022年7月28日在Steam平台和Switch平台发售。

## 游戏玩法

一张博丽灵梦正在躲避攻击的游戏截图

该作是一款结合了彈幕射擊遊戲元素的动作冒险游戏，以“东方Project”世界观为基础。该作的玩法设计深受《恶魔城》的影响。玩家需要操控博丽神社的巫女博丽灵梦在红魔馆中穿梭，通过平台闯关、击杀敌人和BOSS等方式来提升自己的等级和技能。
游戏过场剧情采取了哥德式的艺术风格，讲述了博丽灵梦前往红魔馆阻止蕾米莉亞发起的红雾异变的故事。
玩家可以选择使用用于近程攻击的“驱魔棒”或是用于远程攻击的“御札”来解决遇到的不同敌人。玩家也可以选择召唤霧雨魔理沙、琪露诺或是伊吹萃香来解决敌人。玩家可以在设置中调节游戏的难度，难度共分为“简单模式”和“困难模式”。

## 开发
2009年8月，该作由Frontier Aja在当届的Comic Market上发售。2021年，Frontier Aja宣布将在Steam平台和Switch平台上发售重制版，原计划于同年发售，后延期至2022年7月28日。重制版增加了配音、官方英语翻译、重新绘制的插图以及新的对话内容。
2010年，开发商推出了续作《紅魔城傳說Ⅱ:妖幻的镇魂曲》。玩家在该续作中需要控制红魔馆的女仆十六夜咲夜。该续作与前作均采用线性关卡的关卡设计，游戏分为多个关卡，且每个关卡最后都有一个BOSS。该续作的游戏玩法带有早期《恶魔城》游戏玩法的特点，例如《超级恶魔城IV》和《惡魔城X 血之輪迴》。十六夜咲夜可以切换不同的武器进行攻击，但使用武器需要“能量”，“能量”分布在整个关卡的不同位置。

## 回响
该作的重製版在评论聚合网站OpenCritic上获得了“一般”的评价。《Cubed3》的埃里克·艾斯（Eric Ace）批评了该作在配乐、难度和操作手感等方面的表现，并认为该作对于“东方Project”的粉丝来说也是不值得推荐的。《Video Chums》的A.J.马切耶夫斯基（A.J. Maciejewski）认为该作是一款值得一玩的复古2D动作冒险游戏，并肯定了该作对过场剧情、玩法和配乐等方面的处理方式。《GameBlast》的法利·桑托斯（Farley Santos）称赞该作是一款出色的动作冒险游戏，并认为该作适合那些爱好挑战的玩家游玩。他对该作在BOSS战、难度选择和配乐等方面给予了积极评价，不过他也指出该作在地图设计和操作手感方面存在一些问题。
《NaviGames》的丹尼尔·鲁比奥（Daniel Rubio）认为该作只适合“东方Project”的粉丝游玩，并认为该作将弹幕射击游戏元素加入动作冒险游戏的创意十分有野心，但这种创意在实际游玩中却表现得不尽人意。《TouchArcade》的肖恩·马斯格雷夫（Shaun Musgrave）认为该作对于《恶魔城》和“东方Project”的粉丝来说值得一玩，并认为该作和Switch平台的同类型游戏相比很好的将《恶魔城》游戏玩法的特点给体现出来。《LadiesGamers》的詹姆斯·拉夫（James Luff）认为该作是一款合格的动作冒险游戏，并认为该作适合“东方Project”的粉丝和爱好复古游戏的玩家游玩。他指出该作的关卡设计略显平淡，也没有令人印象深刻的精彩瞬间。